# کالووا (هاوایی)
کالووا (به انگلیسی: Kalaeloa) یک منطقهٔ مسکونی در ایالات متحده آمریکا است که در شهرستان هونولولو، هاوایی واقع شده‌است. کالووا ۰٫۷ کیلومتر مربع مساحت و ۴۸ نفر جمعیت دارد و ۹ متر بالاتر از سطح دریا واقع شده‌است.